# Grote Aardman
De Grote Aardman (Engels: The Great Goblin) is een fictief wezen dat voorkomt in het boek De Hobbit van J.R.R. Tolkien.
De Grote Aardman woont met een grote groep aardmannen in de Hithaeglir. Op een dag verschijnt er een gezelschap met 13 dwergen, een tovenaar en een hobbit (Bilbo Balings).
De aardmannen zijn slechte wezens, en nemen het gezelschap gevangen. Maar Gandalf de tovenaar organiseert een ontsnapping en vermoordt tijdens de vlucht de Grote Aardman met zijn elfenzwaard Glamdring. Later zou zijn groep aardmannen het gezelschap volgen, zinnend op wraak, maar de dwergen en de hobbit zouden nog tweemaal aan hen ontsnappen.